# Manuel Murillo Toro
Manuel Murillo Toro (Chaparral, Tolima, 1° de enero de 1816-Bogotá, 26 de diciembre de 1880) fue un político, médico y escritor colombiano. Fue dos veces presidente de los Estados Unidos de Colombia por parte del Partido Liberal Colombiano, así como canciller y Secretario de Hacienda.
Participó en la Convención de Rionegro que le otorgó al país una nueva Constitución y un nuevo nombre (Estados Unidos de Colombia) en 1863. Al año siguiente logró el triunfo como candidato presidencial para el bienio que iba hasta 1866, y nuevamente fue elegido para el periodo entre 1872 y 1874.
Fundó en 1864 el Diario Oficial, órgano informativo institucional, y centró la política de sus gobiernos en alcanzar la paz social a través del diálogo, así como en la modernización de las infraestructuras del país, entre otras cosas trajo el telégrafo a Colombia, a pesar de ser radicalmente contrario al intervencionismo del estado en la economía. En su faceta de escritor y periodista, fundó en 1847 la Gaceta Mercantil de Santa Marta, además de colaborar en otras publicaciones. 
Dentro de su militancia en el Partido Liberal fue el promotor del movimiento llamado liberalismo radical Su muerte supuso el fin de la influencia de las ideas liberales radicales en el gobierno de la nación, dando paso a gobiernos conservadores durante casi 50 años. La Universidad del Cauca lo consideró como el Gran Pensador del siglo XIX en Colombia.
También tuvo un hijo llamado Manuel Eugenio Murillo Toro, por el cual nunca respondió.

## Biografía
Manuel Murillo Toro nació en la localidad de Chaparral, Tolima el 1 de enero de 1816, durante la reconquista española de los territorios que hoy corresponden a Colombia (Provincias Unidas de Nueva Granada). Murillo se crio en un hogar de escasos recursos económicos, siendo hijo de José Joaquín Murillo y Velarde, y María Teresa Toro Nieto. Estudió su secundaria en Ibagué, en uno de los más importantes colegios, el aún llamado Colegio de San Simón. 
Fue enviado a Bogotá para estudiar la carrera de medicina  y durante sus estudios trabajó para los influyentes políticos Vicente Azuero y Lino de Pombo. Murillo obtuvo su título en 1836. 
En su juventud trabajó para promover las ideas de los pensadores europeos Jean Charles de Sismondi, Henry de Saint-Simon, Charles Fourier y Pierre Proudhon.

### Carrera política
A partir de 1837 se desempeñó como empleado del Congreso, y durante la Guerra de los Supremos (1840-1843) ejerció como asistente de varios líderes militares del Partido Liberal. De igual manera con el general Francisco Carmona.  
En 1846 gana un escaño en la Cámara de Representantes, y aunque no destaca como orador, si lo hace gracias a sus planteamientos ideológicos y programáticos, que ya venía esbozando desde la prensa liberal a principios de 1840. 
Durante el gobierno de José Hilario López fue Secretario (Ministro) de Hacienda (1849-1853), e impulsó la libertad de industria y la ley de reforma agraria de 1850, según la cual «el cultivo debe ser la base de la propiedad de la tierra» y que la acumulación de tierras debía ser limitada de forma legal; sus ideas se consagrarían constitucionalmente en 1936.

### Primera candidatura presidencial
En 1857, fue candidato a la Presidencia de la Nueva Granada (entonces nombre de la actual Colombia) por un sector del Partido Liberal, quedando en segundo lugar, detrás del conservador Mariano Ospina Rodríguez y superando al expresidente Tomás Cipriano de Mosquera (otro conservador y ahora candidato de otro sector liberal).  

### Congresista

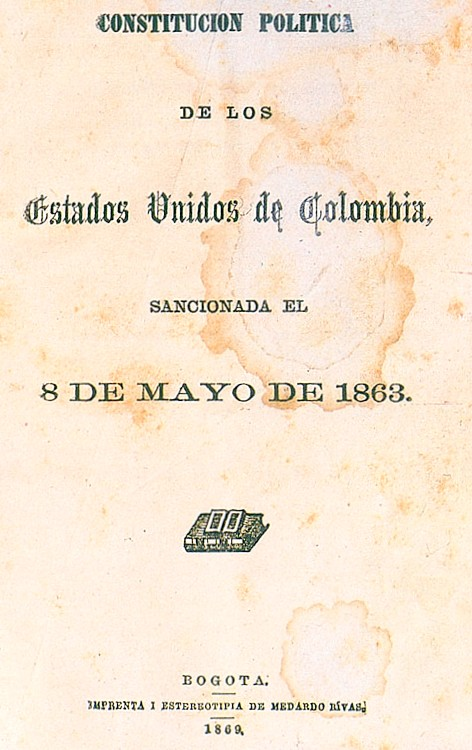
Portada de la Constitución de 1863.

En ese mismo año, con la creación del Estado Soberano de Santander, Murillo Toro fue elegido por la Asamblea de Diputados de ese territorio como su primer presidente para el periodo de 16 de octubre de 1857 al 16 de octubre de 1859, pero presentó renuncia a su cargo el 10 de enero de 1859 para ocupar un escaño en el Senado. Durante su estancia en el Congreso promovió leyes para garantizar los derechos de la libertad de prensa, de cultos, y de reunión.

#### Constitución de 1863
En 1863 participó como delegado en la Convención de Rionegro, que fue convocada por el presidente Mosquera para redactar una nueva constitución. La nueva carta política se promulgó el 8 de mayo de 1863 en Rionegro, y estuvo vigente hasta su derogación el 5 de agosto de 1886, con la constitución conservadora del mismo año.
La nueva constitución estaba regida por los principios del liberalismo clásico y estableció por ejemplo, el porte de armas para los ciudadanos, el cambio de denominación del país de Confederación Granadina a Estados Unidos de Colombia, la abolición de la pena de muerte, la separación del Estado y la Iglesia, y la reducción del período presidencial de 4 a 2 años. 

### Segunda candidatura
Murillo Toro se presentó a las elecciones de 1864, como favorito por su partido, pese a que pertenecía a la corriente radical del liberalismo. También se enfrentó a sus copartidarios Santos Gutiérrez y al presidente de la época, Tomás Cipriano de Mosquera (quien aspiraba a un cuarto mandato y a su reelección). Murillo recibió el apoyo de 6 estados, lo que le dio una importante ventaja sobre Gutiérrez y Mosquera.
Pese a que los estados que apoyaron a Murillo no eran tan importantes como los que apoyaron a los otros dos candidatos, su peso numérico determinó los resultados de la jornada. De nuevo Murillo se impuso sobre Mosquera, como en las elecciones de 1857, pero Mariano Ospina Rodríguez no participó alegando falta de garantías, por lo que el Partido Conservador no presentó candidato.
Murillo fue proclamado presidente por los estados de la Confederación para el período 1864 - 1866.

## Primera presidencia (1864-1866)

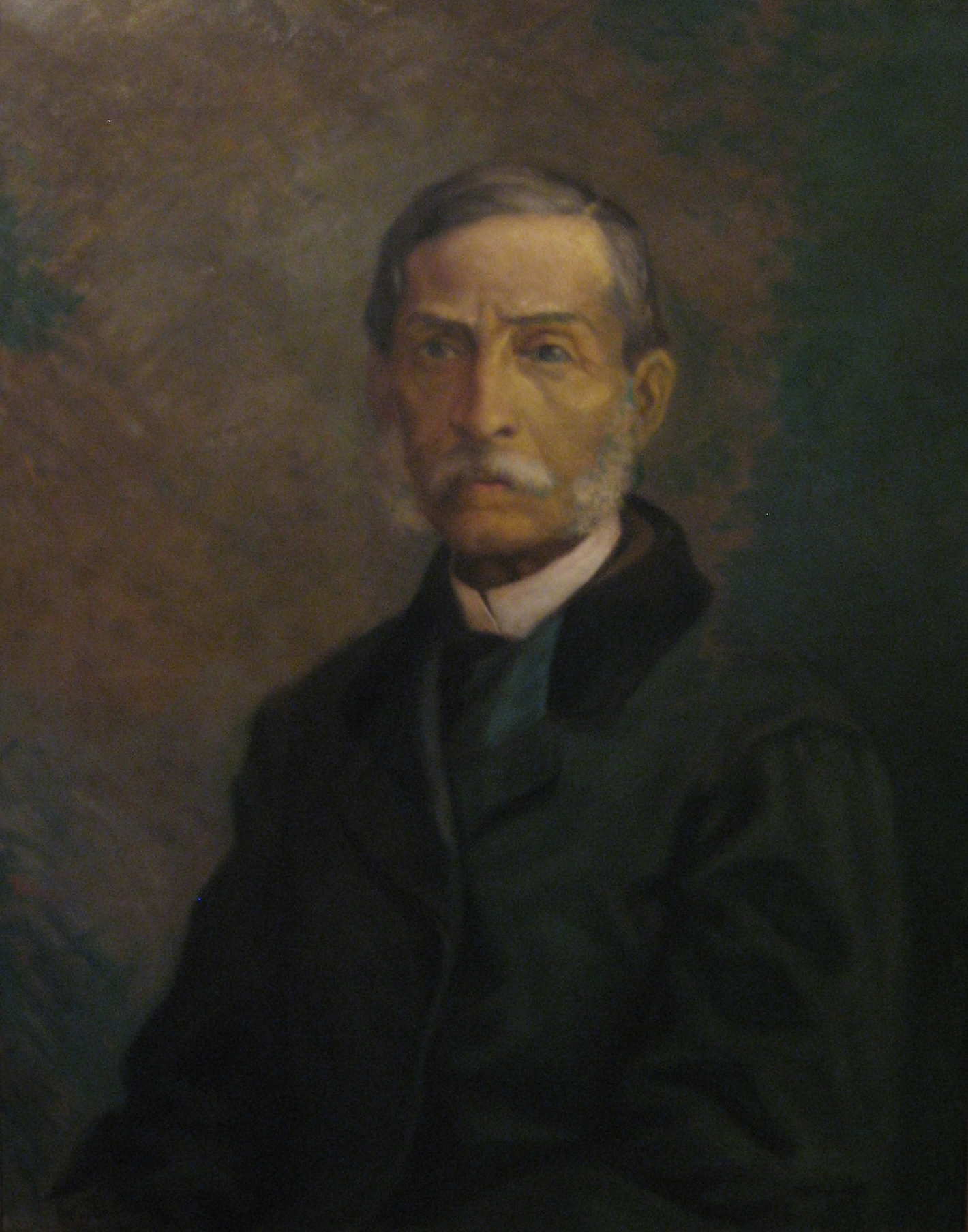
Óleo presidencial de Murillo de Domingo Moreno, Museo Nacional de Colombia, Bogotá.

Su primer período en la presidencia, que comenzó el 8 de abril de 1864, destacó por el ánimo conciliatorio del gobierno, que buscó la armonía entre los dos partidos tradicionales, y por la implementación del servicio del telégrafo. Con respecto al telégrafo, Murillo lo inauguró el 1 de noviembre de 1865, cuando envió un mensaje desde el Convento de Santo Domingo, en Bogotá, a la vecina población de Mosquera, Cundinamarca.
También creó el Diario Oficial, medio de difusión de las actividades del Congreso (y que se mantiene vigente hasta la fecha) y ordenó la realización de los mapas de los territorios del país, tomando como referencia diversos trabajos cartográficos de la Comisión Corográfica.

### Gabinete ministerial
| Ministerio                                      | Nombre                       | Inicio             | Final              |
| ----------------------------------------------- | ---------------------------- | ------------------ | ------------------ |
| Secretaría de Relaciones Exteriores (Canciller) | Antonio María Pradilla Rueda | 1 de abril de 1864 | 1864               |
| Secretaría de Relaciones Exteriores (Canciller) | Antonio del Real             | 1864               | 1865               |
| Secretaría de Relaciones Exteriores (Canciller) | Teodoro Valenzuela           | 1865               | 1865               |
| Secretaría de Relaciones Exteriores (Canciller) | Antonio del Real             | 1865               | 1865               |
| Secretaría de Relaciones Exteriores (Canciller) | Santiago Pérez Manosalva     | 1865               | 1 de abril de 1866 |
| Secretario de Hacienda                          | Julián Trujillo Largacha     | 1 de abril de 1864 | 1864               |
| Secretario de Hacienda                          | Valerio Francisco Barriga    | 1864               | 1 de abril de 1866 |
| Secretario de Guerra                            | Froilán Largacha             | 1 de abril de 1864 | 1864               |
| Secretario de Guerra                            | Tomás Cuenca                 | 1864               | 1 de abril de 1866 |

## Entregobiernos
Murillo Toro entregó el poder el 1 de abril de 1866 a José María Rojas, primer designado, en reemplazo de Tomás Cipriano de Mosquera, quien ganó las elecciones el 17 de febrero de 1866, pero se encontraba en París en el momento de su victoria.
Entregada la presidencia, Murillo fue elegido senador, pero en 1867 fue encarcelado junto a otros senadores cuando Mosquera cerró el Congreso y por la oposición que Murillo ejercía contra el gobierno. Mosquera fue derrocado el 25 de mayo de 1867, y el nuevo jefe de Estado puso en libertad a Murillo y sus compañeros senadores.
Luego Murillo fue elegido diputado por Cundinamarca y volvió al Congreso. Por un corto período fue embajador ante los Estados Unidos y luego fue elegido magistrado de la Corte Suprema de Justicia. En todos los cargos destacó por la puesta en práctica de la doctrina política que defendía en su época como periodista y legislador, es decir, la de un liberalismo radical.

### Tercera candidatura presidencial
Murillo se postuló nuevamente a la presidencia, compitiendo en las elecciones de 1872, y de nuevo como candidato del Partido Liberal, con el apoyo del Partido Conservador. Venció a su ex secretario de Guerra Julián Trujillo, y al conservador Manuel María Mallarino, que aspiraba también por un segundo mandato. Al ganar las elecciones Murillo Toro se convirtió en el primer candidato civil en lograr una reelección.

## Segunda presidencia (1872-1874)
Durante su segundo gobierno, Murillo redujo considerablemente la deuda externa e interna del país, lo que permitió el desarrollo de obras de infraestructura a lo largo del país. También desarrolló la navegación del Río Magdalena, inició la construcción del ferrocarril del pueblo portuario de Buenaventura, y dotó a la capital del país, Bogotá, de iluminación pública a base de gas.

### Gabinete
- Canciller: Florentino Vesga (1872); Gil Colunje (1872-1874)
- Secretario de Guerra: Eustorgio Salgar Moreno (1872-1874)
- Secretario de Hacienda: Aquileo Parra (1872-1874).

## Postpresidencia

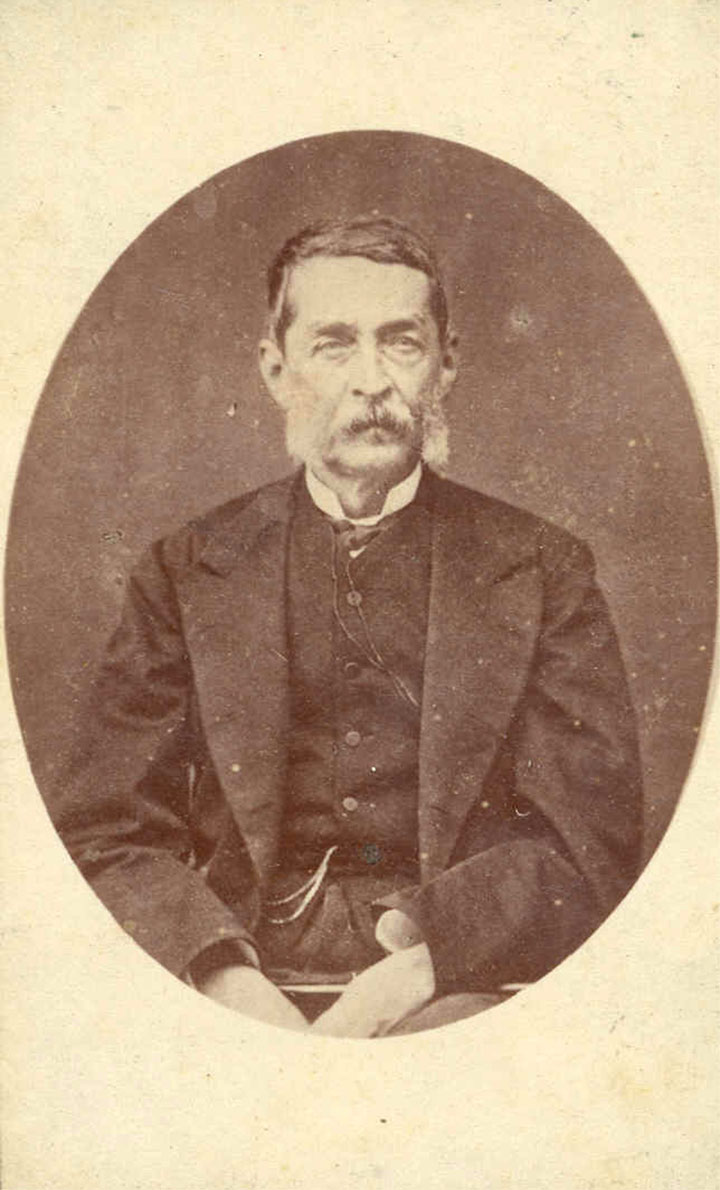
Murillo Toro en su última década de vida.

Murillo entregó el poder el 1 de abril de 1874 al conservador Santiago Pérez Manosalva, que pese a ser de su partido rival lo envió como ministro plenipotenciaro ante el gobierno de Venezuela, para resolver un conflicto limítrofe entre ambos países, a raíz de los límites establecidos por el presidente de Venezuela Antonio Guzmán Blanco. La excelente gestión de Murillo evitó a Colombia la firma de un tratado limítrofe que favoreciera a la contraparte.
Murillo fue elegido nuevamente senador en 1878, y fue invitado a una sesión extraordinaria, pero su estado de salud lo alejó del Congreso en 1880.

### Muerte
Manuel Murillo Toro falleció en Bogotá el 26 de diciembre de 1880, a los 64 años, siendo sepultado dos días después en el Cementerio Central de Bogotá. Sin embargo sus restos fueron exhumados y trasladados a una tumba monumental dentro del mismo cementerio en 1902, lugar donde actualmente reposan sus restos.
Con su muerte se extinguió el ala progresista del Partido Liberal, ya que no dejó un heredero de sus ideas. Pése a que el partido se unificó, éste no pudo vencer a los conservadores, que gobernaron Colombia de manera consecutiva desde la elección de José María Campo, en 1886, hasta 1930, cuando Enrique Olaya Herrera ganó las elecciones.

## Familia
Manuel era hijo de José Joaquín Murillo y Velarde y de su esposa María Teresa Toro Nieto. El matrimonio tuvo 5 hijosː María de la Asunción, Josefa, María Teresa del Rosario, María Victorina Rosalía y Nepomucena Murillo Toro, siendo Manuel el único hijo varón del matrimonio. 
Su padre tuvo en segundas nupcias con María Dolores Rojas al medio hermano de Manuel, José Román Murillo Rojas.

### Matrimonio
Manuel Murillo Toro se casó dos veces: La primera con Jerónima Sánchez, con quien tuvo a su única hija, Amalia Murillo Sánchez, quien contrajo matrimonio con Bernardo Vallarino Goméz Miró, perteneciente a la familia peruano panameña Miró Quesada. Su segunda esposa fue Ana Roma y Carbacas, con quien no tuvo descendencia.

### Parentela
Murillo Toro está emparentado en línea colateral (línea de sangre que se desprende de hermanos o primos) con el médico y científico colombiano Manuel Elkin Patarroyo Murillo, quien es descendiente de Román Murillo Rojas, medio hermano de Murillo Toro, ya que Román es tatarabuelo de la madre del científico.
Una de sus hermanas se casó con el biznieto de Francisco de Paula Santander y de su esposa Sixta Pontón, Antonio Suárez Galvis Amorocho, quien era nieto de la hija del generalː Sixta Tulia Santander y Pontón.

## Homenajes
De él afirmó su rival conservador, el múltiples veces presidente de Colombia, Rafael Núñez que era "el que demostró más poderosa inspiración política", y décadas después el dirigente liberal Darío Echandía afirmó de Murillo Toro que fue "el político por excelencia y antonomasia".

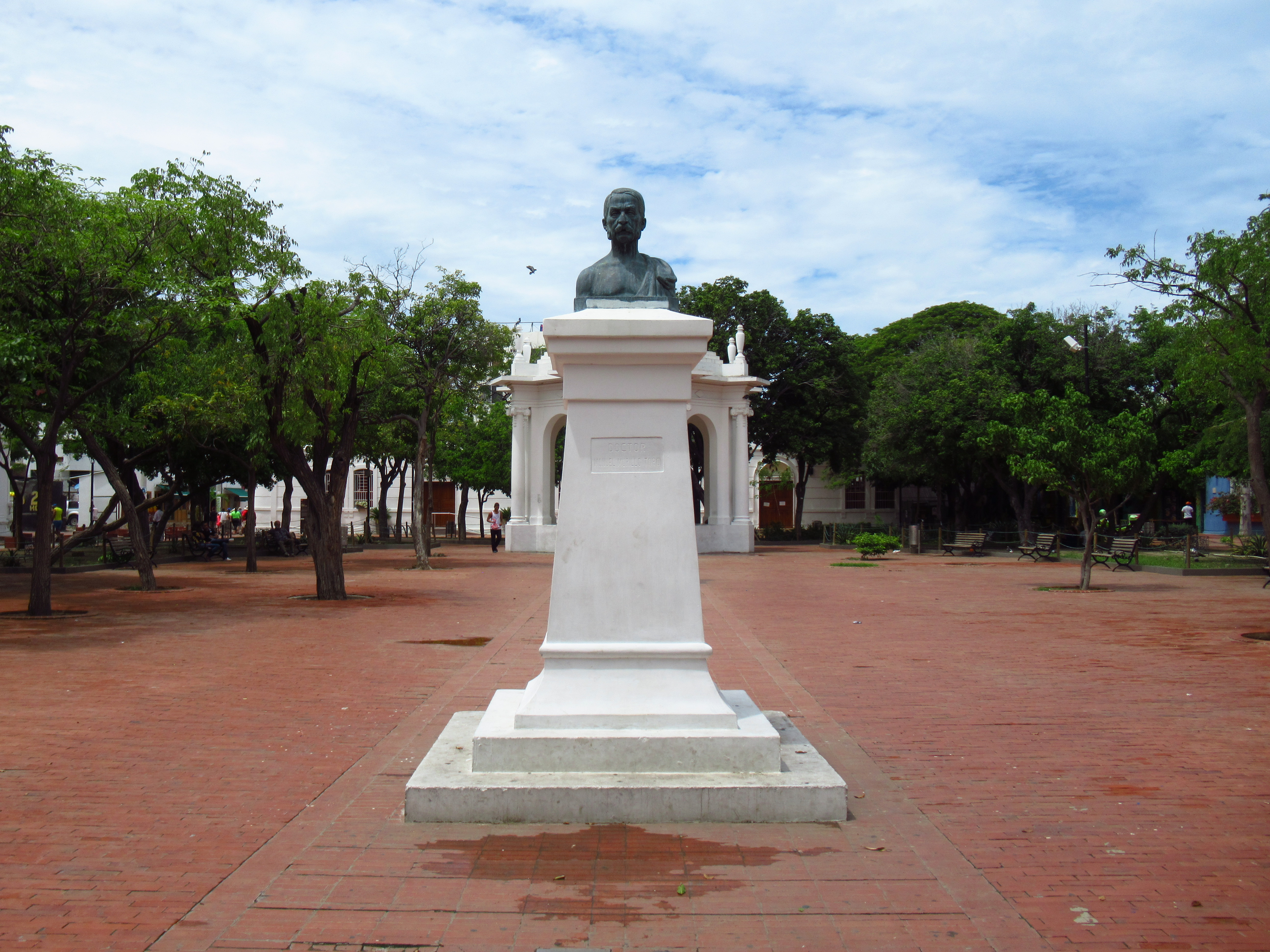
Monumento de Manuel Murillo Toro en el Parque de Los Novios, Santa Marta.

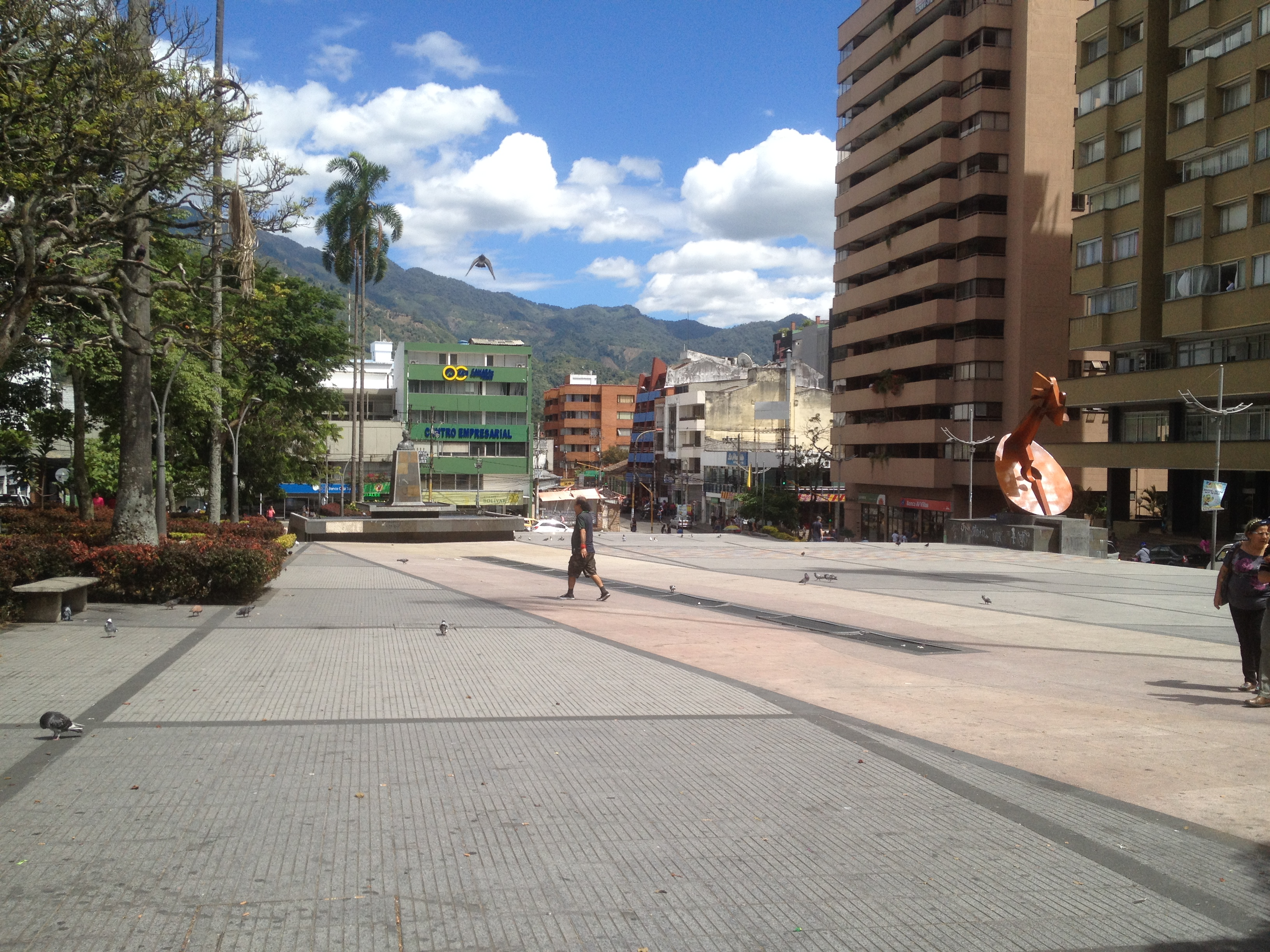
Parque Murillo Toro, Ibagué

Como ciudadano ilustre de Tolima, da nombre a dos lugares claves: La Plaza Manuel Murillo Toro, frente a la Gobernación del Tolima, en Ibagué, y el Estadio Manuel Murillo Toro, donde juega como local el equipo de la ciudad, Deportes Tolima. Por su parte la Plaza Manuel Murillo Toro era llamada en el siglo XVIII Plazoleta de Santo Domingo, y luego Plazoleta de San Simón, nombre que se le dio en 1822 bajo la presidencia de Francisco de Paula Santander. En una de las zonas del parque hay un busto en honor a Murillo Toro.
El estadio fue inaugurado el 20 de julio de 1955 por el presidente Gustavo Rojas Pinilla y tuvo dos nombres antes del definitivo: Estado Gustavo Rojas Pinilla y Estadio San Bonifacio. También hay un colegio en su honor ubicado en Ibagué, que en su época fue uno de los mejores del sector. En Santa Marta, Magdalena, también hay un busto en su honor, ubicado en el Parque de los Novios.

### Relación con las comunicaciones y el Ministerio de las TIC

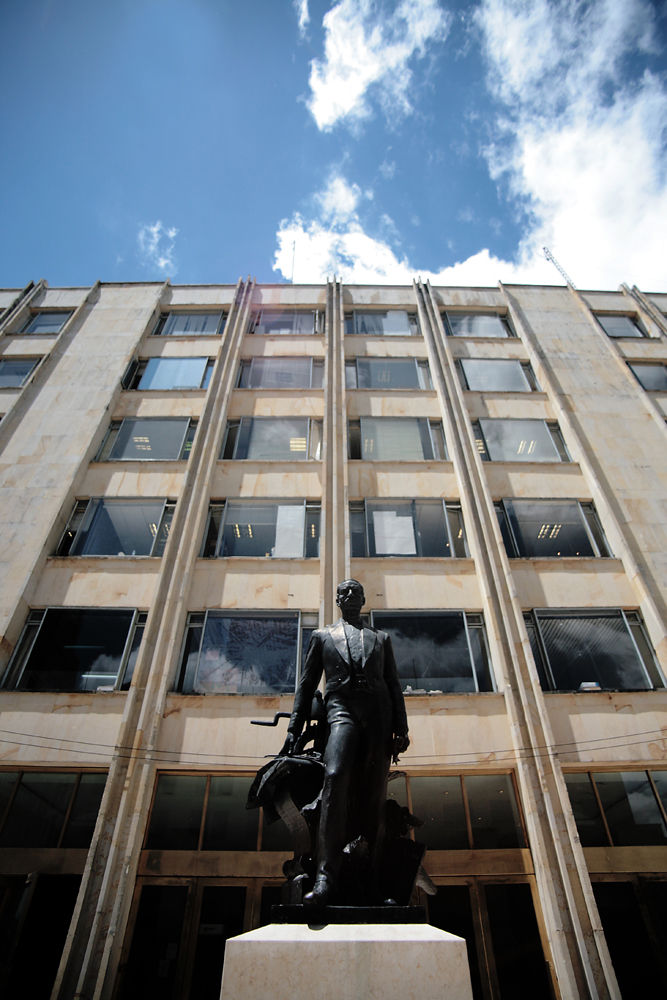
Estatua de Murillo Toro, MinTic, Bogotá

En honor a su aporte a las comunicaciones del país, el edificio Manuel Murillo Toro, sede del Ministerio de Tecnologías de la Información y Comunicaciones lleva su nombre; el edificio fue construido e inaugurado en 1941, y fue encargado al arquitecto italiano Bruno Violi. El edificio fue construido luego de que el presidente Eduardo Santos ordenara su demolición para adecuarlo para su uso como sede del Ministerio de las Comunicaciones, ya que era el Convento de Santo Domingo, donde Murillo Toro había enviado el primer mensaje de telégrafo del país.
Frente a la edificación también hay una estatua de Murillo Toro, elaborada por el escultor Charles Raoul Verlet, y encargada para 1919. El 1 de enero de 1920 fue inaugurada, y luego fue traslada de su ubicación original, en la Calle 26, a su actual ubicación, frente al Ministerio de las TIC.
En 1980 un grupo de militares especializados en comunicaciones y miembros del Ejército Colombiano crearon la Agrucom (Agrupación Gremial De Comunicaciones Manuel Murillo Toro), gremio dedicado a promover la labor de las comunicaciones dentro de las FF.MM. colombianas.
El Ministerio de las Telecomunicaciones creó en el 2012 la Medalla al Mérito de las Comunicaciones Manuel Murillo Toro, o simplemente Medalla Manuel Murillo Toro, para condecorar a las personas y empresas por su trabajo en la difusión de las comunicaciones en Colombia.
En el 2016, para conmemorar el bicentenario de su natalicio, el Ministerio de las TIC organizó una serie de eventos para conmemorarlo, incluyendo la intervención de su escultura en el Edificio Murillo Toro, y actividades dedicadas a exaltar su memoria y su legado. La campaña fue liderada por el entonces ministro David Luna, parte del gobierno de Juan Manuel Santos. En el marco de la celebración se realizó una exposición en su honor a través del departamento del Tolima. Las actividades se extendieron a la realización de obras de infraestructura en su natal Chaparral, y que se aprobaron con la ley 1855 de 2017.